# Bigoli

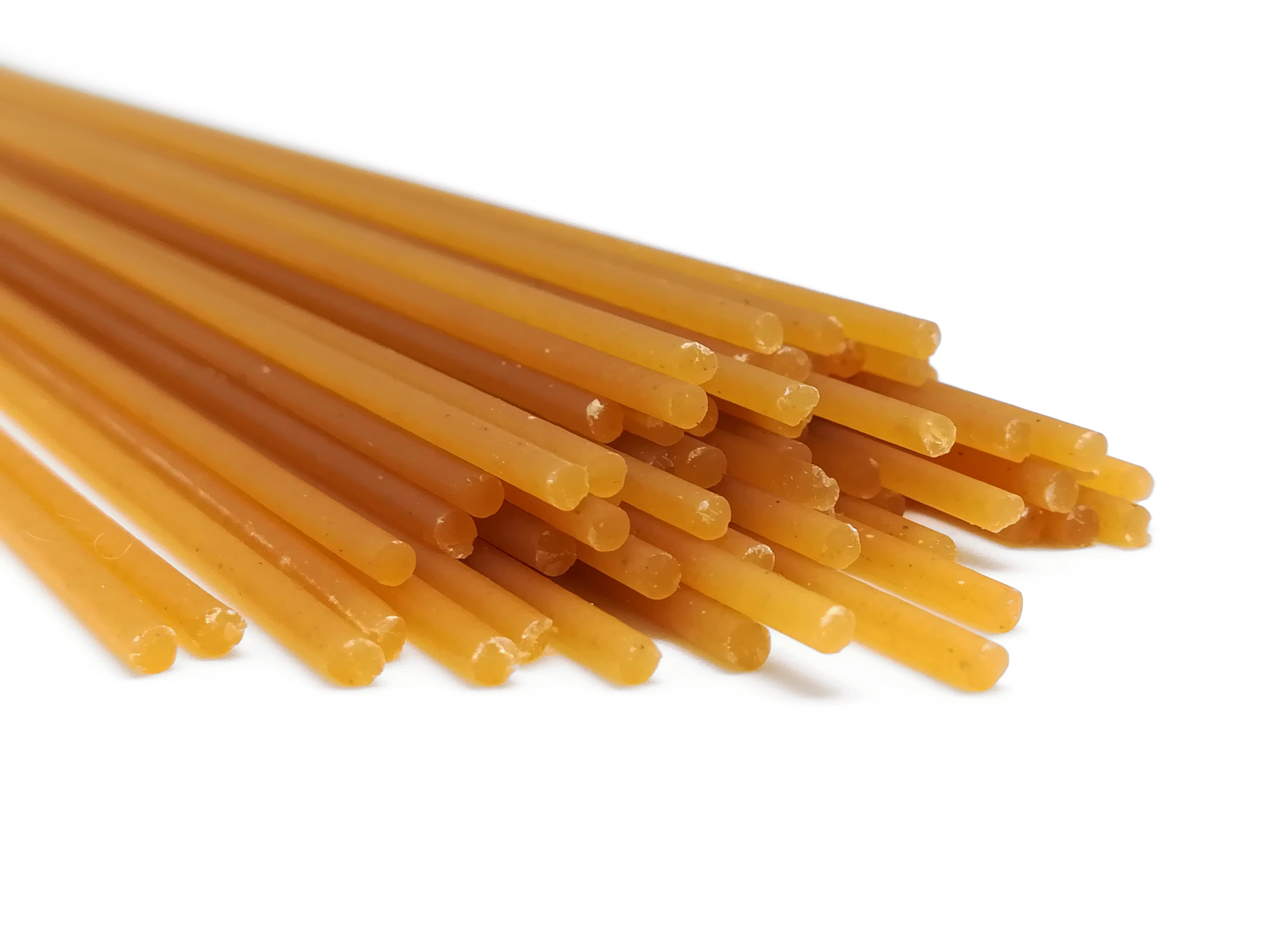
Bigoli

Bigoli (także: bigui, pincinelli, w Toskanii podobny makaron to pici) – rodzaj włoskiego makaronu, wywodzącego się z regionu Veneto. 
Bigoli ma formę długich nitek zbliżonych w typie do spaghetti, jednak o dużej średnicy (około 3 mm). Wytwarzany jest z pełnej mąki (odmiana miękka pszenicy lub gryczanej) albo z semoliny. Dawniej w produkcji używano kaczych jaj. Tradycyjnie podaje się go z dwoma podstawowymi sosami: z kurzej wątróbki lub z cebulowo-sardelowym.